# OKB Kuznetsov
La Kuznetsov S.p.a. precedentemente conosciuta come OKB Kuznetsov o OKB 276 era un OKB ovvero un ufficio tecnico sovietico, che si occupa di progettazione e produzione di motori per l'aviazione, di motori per i gasdotti, di motori per centrali elettriche e di motori per razzi; a capo dell'azienda per 45 anni dal 1949 al 1994 si trovava l'accademico dell'Accademia delle Scienze della Russia Nikolaj Dmitrievič Kuznecov (23 giugno 1911 - 31 luglio 1995).

## Storia
- 1912 - fondazione della Fabbrica "Gnom" di Mosca per produzione di propulsori Gnome Monosoupape con la potenza di 60 hp per gli idrovolanti Grigorovich M-5[2] progettati dal Dmitrij Pavlovič Grigorovič.
- 1923 - il costruttore generale A.D.Shvetsov in (russo: А.Д. Швецов) (traslitt. anche A.D.Švecov) progetta il propulsore Shvetsov M-11 per gli aerei Grigorovič I-1 e Polikarpov Po-2.
- 1934 - inizio di produzione in serie di propulsori Mikulin AM-34 per gli aerei Tupolev ANT-20, Petlyakov Pe-8, Polikarpov R-5, Tupolev ANT-6, Kalinin K-13.
- 1939 - inizio di produzione in serie di propulsori Mikulin AM-38 per gli aerei Ilyushin Il-2 Šturmovik e Mikoyan-Gurevich MiG-3.
- 1947 - inizio di produzione in serie di turbogetto Klimov VK-1 per gli aerei Ilyushin Il-28, Mikoyan-Gurevich MiG-15, Mikoyan-Gurevich MiG-17.
- 1954 - inizio di produzione in serie di turboelica Kuznetsov NK-4 per gli aerei Antonov An-10, Ilyushin Il-18, e l'entrata in produzione di serie di turboelica Kuznetsov NK-12 per gli aerei Tupolev Tu-95, i primi bombardieri strategici dell'URSS. Il NK-12 generava 15 000 hp (11,2 MW), molto più degli altri analoghi ad elica occidentali e fu usato anche per gli aerei da trasporto strategico Antonov An-22.
- 1968 - inizio di produzione in serie di turboventola Kuznetsov NK-8, che sviluppava 20 000 lbf (90 kN), per gli aerei di linea sovietici a lungo raggio Ilyushin Il-62 e medio raggio Tupolev Tu-154. Successivamente venne potenziato a 28 000 lbf (125 kN) e denominato NK-86 venne montato sull'Ilyushin Il-86.
- 1972 - inizio di produzione in serie di turboventola Kuznetsov NK-144, dotati di postbruciatore ed in grado di raggiungere velocità supersoniche per i bombardieri strategici sovietici Tupolev Tu-22M e per i primi modelli dell'aereo da trasporto supersonico sovietico Tupolev Tu-144.
- 1974 - inizio di produzione in serie di turboelica modificato per il trasporto del gas naturale Kuznetsov NK-12ST.
- 1984 - inizio di produzione in serie di turboventola con postbruciatore NK-321 per il bombardiere strategico supersonico Tupolev Tu-160 in grado di sviluppare 55 000 lbf (245 kN).
- 1991 - in seguito alla fine dell'URSS, l'azienda cambiò nome in NK Engines Company con la sede ed i siti di produzione a Samara, nella Russia europea.
- 1997 - inizio di produzione in serie di turboelica per la produzione di energia elettrica Kuznetsov NK-14E e Kuznetsov NK-37 per centrali con potenza rispettivamente di 10 MW e 25 MW.[3]
- 2012 - annuncio dell'inizio di lavori di progettazione di turboventola NK-65 per il programma civile Antonov An-124 "Ruslan" e per il programma militare Antonov An-124-300.[4]
- Nel 2012 la Kuznetsov S.p.a. ha ridotto le perdite fino a 861 milioni di RUR grazie agli ordini dall'industria spaziale e dall'industria dell'aeronautica militare.[5]
- Nei primi sei mesi del 2013 la Kuznetsov S.p.a. ha ridotto ulteriormente le perdite fino a 626,5 milioni di RUR grazie soprattutto agli ordini dell'industria aerospaziale.[6]

## Composizione societaria[7]
- Kuznetsov S.p.a. di Samara (in russo: ОАО «Кузнецов») conosciuta prima come Motorostroitel' S.p.a. (in russo: ОАО «Моторостроитель»)
- SNTK in nome di Kuznetsov S.p.a. di Samara (in russo: ОАО «Самарский научно-технический комплекс им. Н.Д. Кузнецова» (ОАО «СНТК им. Кузнецова»),
- SKBM S.p.a. di Samara (in russo: ОАО «Самарское констуркутрское бюро машиностроение» (ОАО «СКБМ»)
- NPO Povolžskij AviTI S.p.a. di Samara (in russo: ОАО «Научно-производственное объединение «Поволжский авиационный технологический институт» (ОАО «НПО «Поволжский АвиТИ»))

## Propulsori per aerei

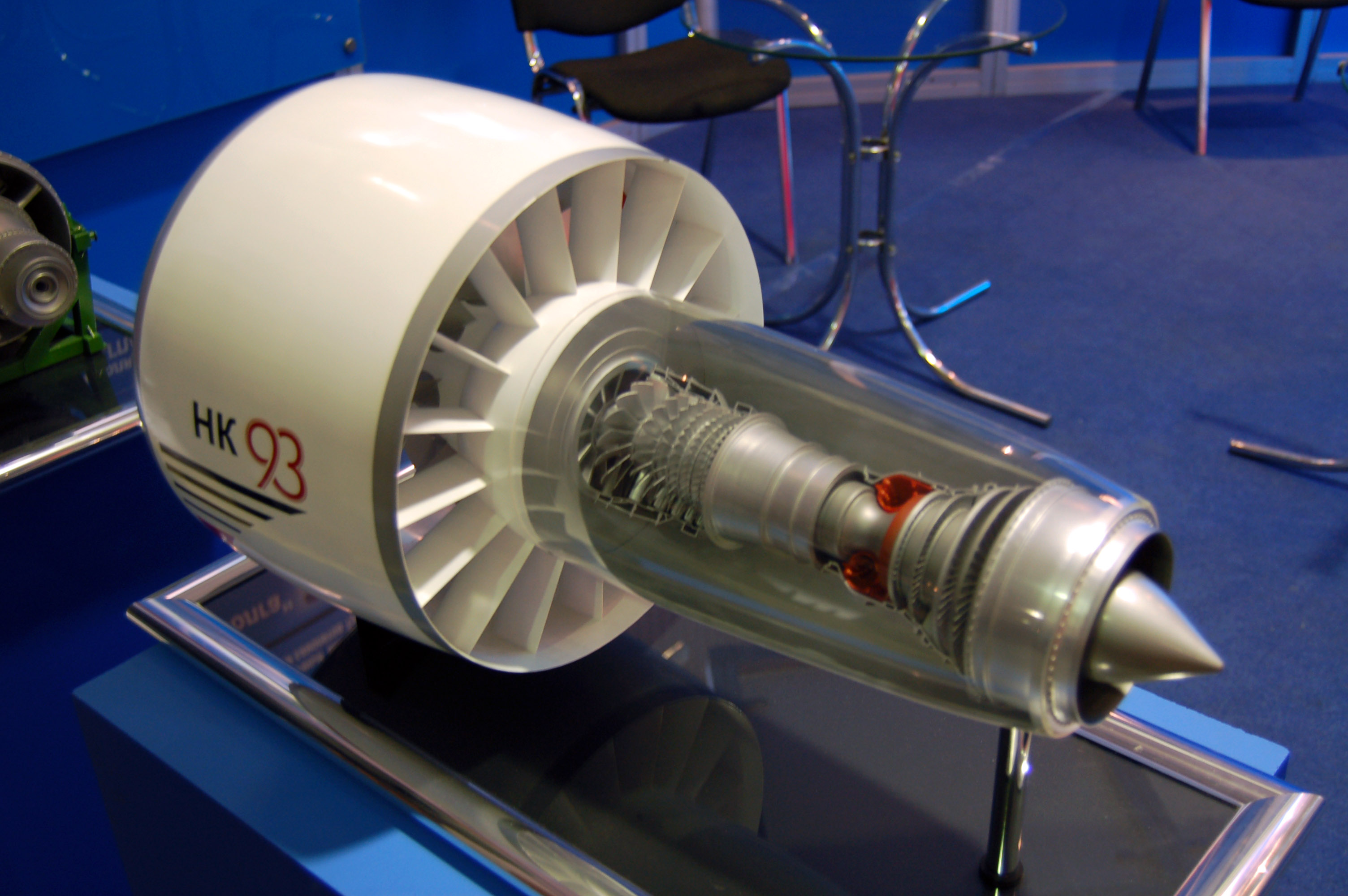
Modellino espositivo del NK-93 Propfan

- NK-4 - turboelica per Ilyshin Il-18, Antonov An-10
- NK-8 - turbogetto per Ilyushin Il-62 e Tupolev Tu-154
- NK-12(MA/MB) - turboelica per Tupolev Tu-95, Tupolev Tu-114 e Antonov An-22
- NK-25 - turboventola per Tupolev Tu-22MB
- NK-144 - turboventola con postbruciatore per Tupolev Tu-144
- NK-321 - turboventola con postbruciatore per Tupolev Tu-144LL, Tupolev Tu-160 - il primo esemplare del NK-32 è stato prodotto nel 1983, l'entrata in produzione di serie del NK-321 modernizzato prevista nel 2013.[8]
- NK-86 - turboventola per Ilyushin Il-86
- NK-93 - propfan per Antonov An-70T-100, Ilyushin Il-96-400, Tupolev Tu-204, Tupolev Tu-330
- NK-44 - turboventola per Tupolev Tu-304

## Propulsori per missili
- NK-9
- NK-15
- NK-19

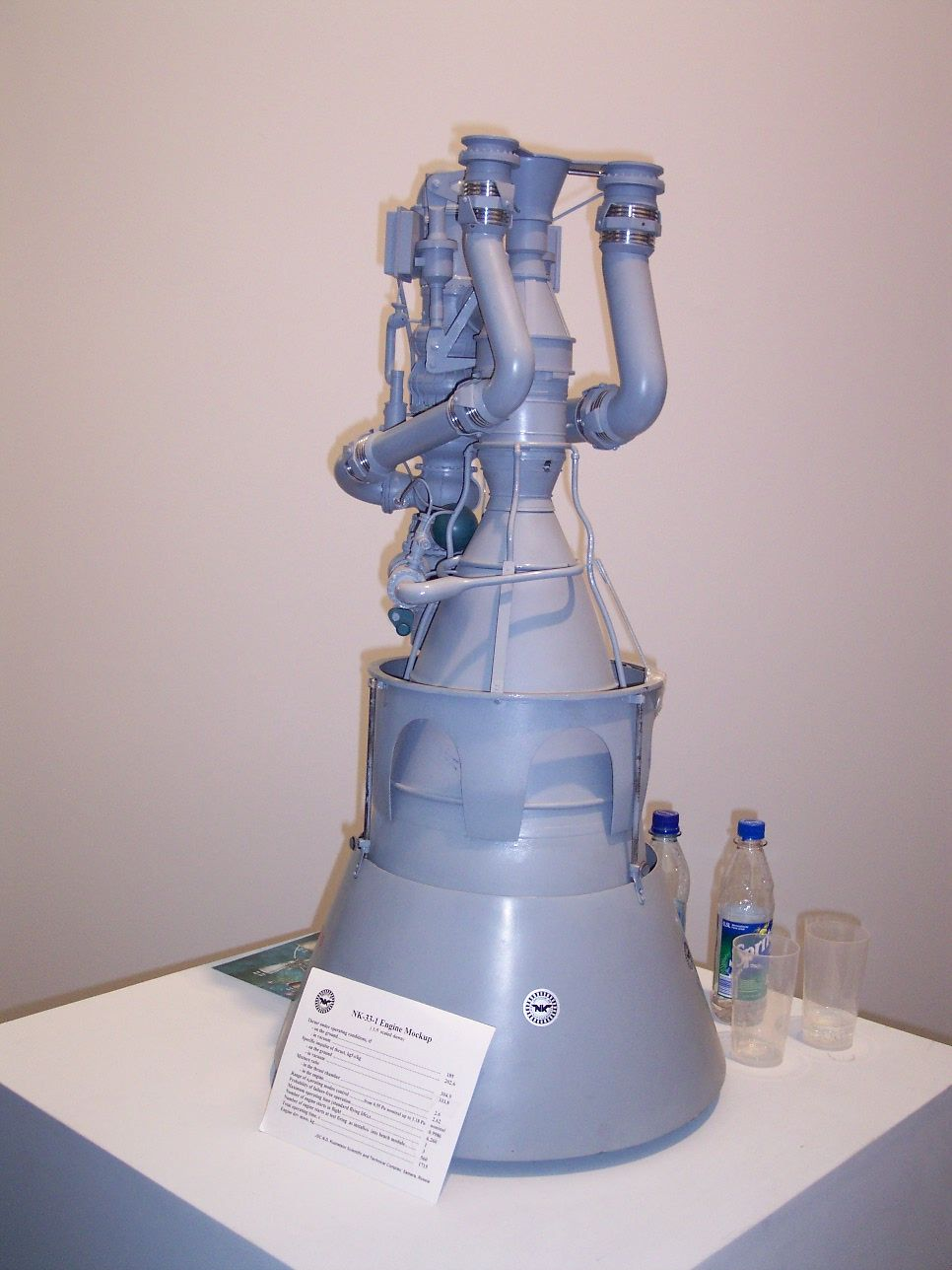
Modellino espositivo del NK-33

- NK-33 - il motore per il Razzo a propellente liquido prodotto anche sotto licenza dalla statunitense Aerojet sotto il nome AJ-26 per il lanciatore Antares della Orbital Sciences Corporation. Inoltre, il NK-33 è stato impegnato nel programma del veicolo da trasporto spaziale Kliper dell'Agenzia Spaziale Russa.
- NK-39
- NK-43 - il motore adottato dal programma Luna dell'URSS per i missili del progetto del lancio spaziale di satelliti dagli aerei Antonov An-124BC insieme con Air Company Polet, come utilizzo del cherosene come combustibile e dell'ossigeno liquido come ossidante.
- RD-107/RD-108 - il motore per il Razzo a propellente liquido del lanciatore Sojuz.

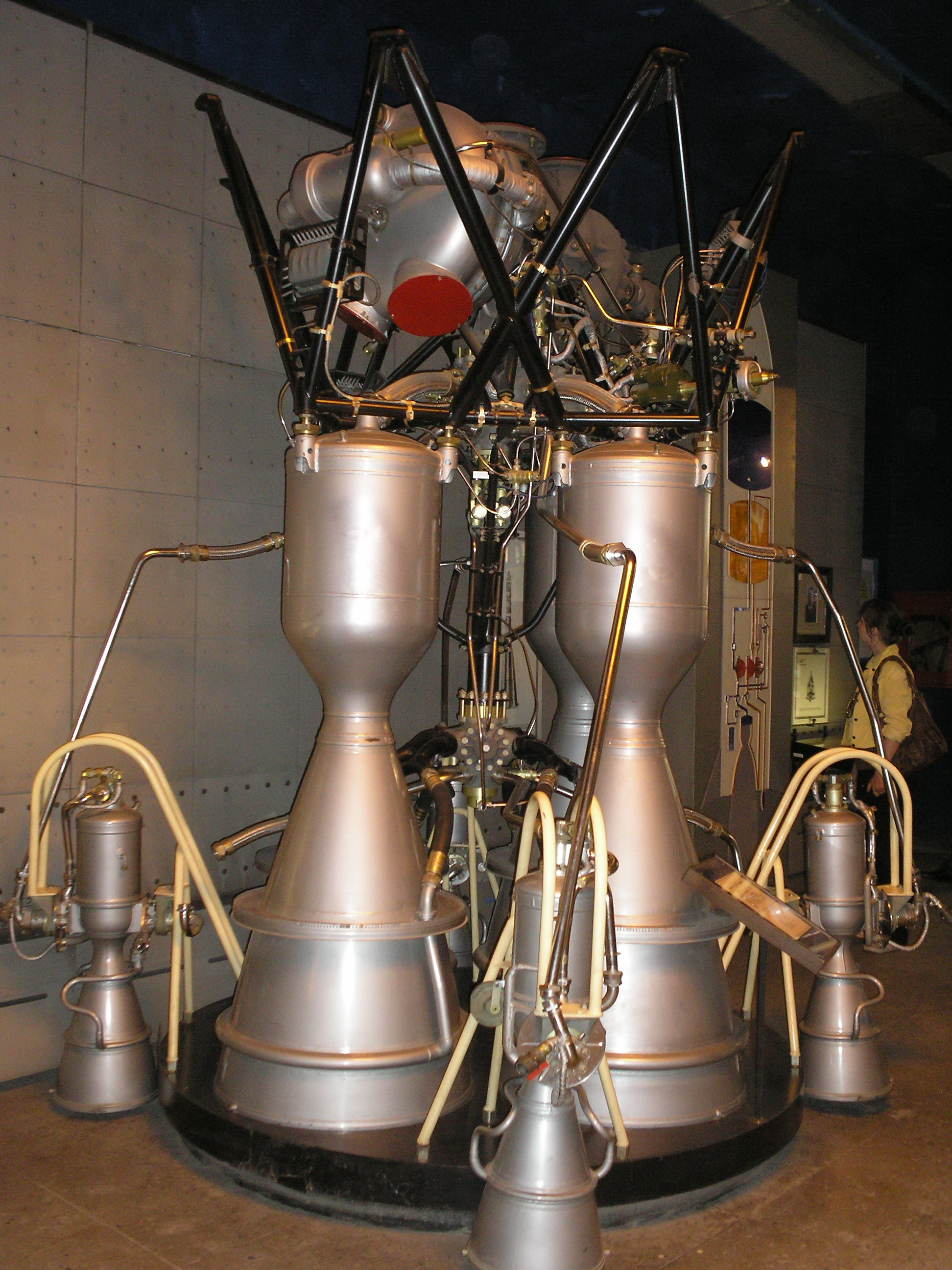
Il motore RD-108 utilizzato nel primo razzo vettore sovietico R-7 "Semërka".

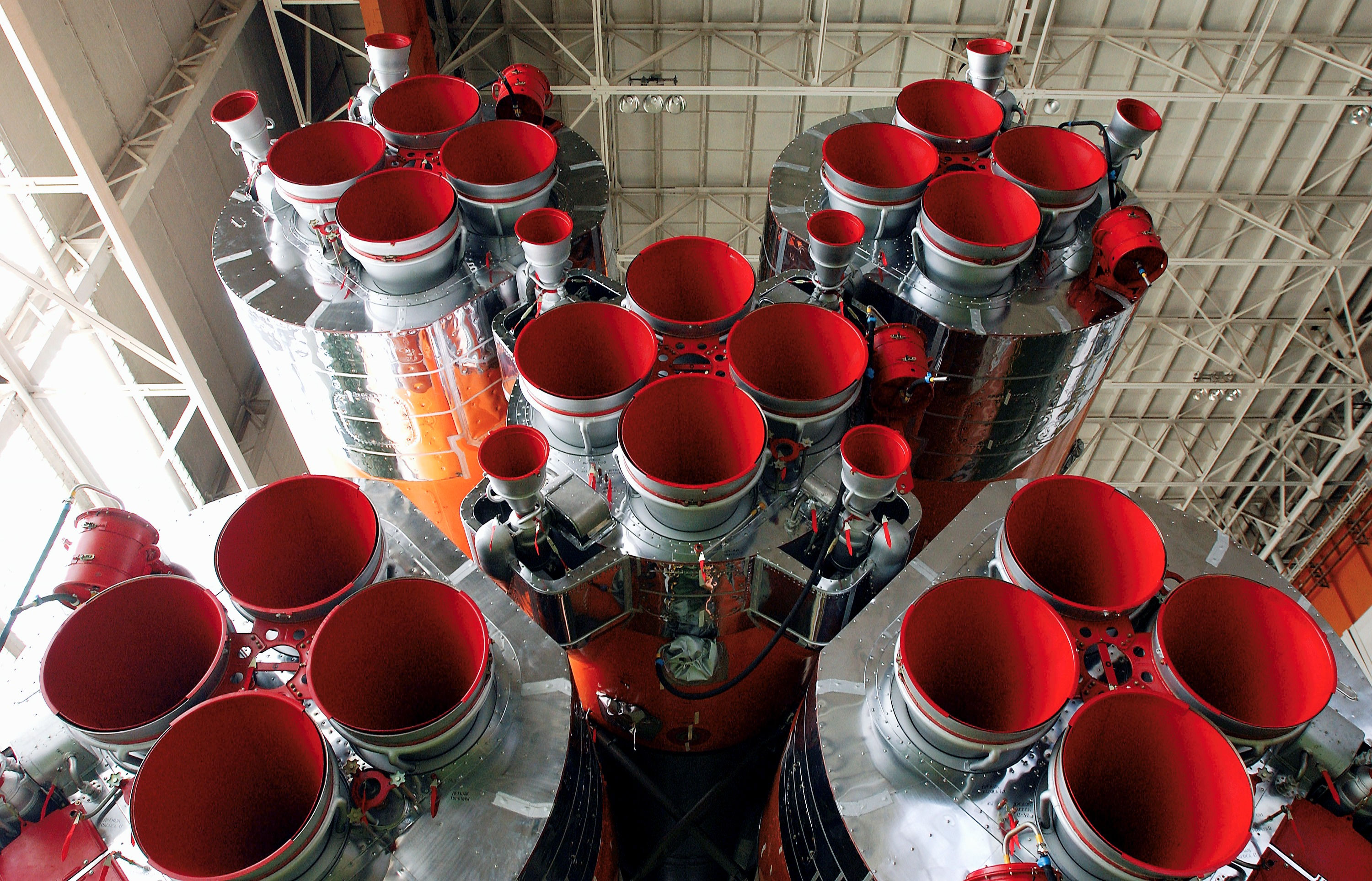
Il motore RD-107 montato sul razzo a propellente liquido lanciatore Sojuz.

## Prodotti per gasdotti
- NK-12ST - turboelica modificato per il trasporto del gas naturale (più di 800 motori prodotti)
- NK-14ST
- NK-14ST-10
- NK-14ST-12
- NK-36ST

## Prodotti per centrali elettriche
- NK-14E  - turboelica per la produzione di energia elettrica per i centrali ATG-10 con la potenza 10 MW
- NK-37 - turboelica per la produzione di energia elettrica per i centrali NK-900E con la potenza 25 MW